# 十四張站
十四張站位於台灣新北市新店區，為臺北捷運環狀線與新北捷運安坑輕軌交會的捷運車站，其中環狀線於2020年1月31日通車，安坑輕軌於2023年2月10日通車。本站與大坪林站之間的路段即為環狀線高架段至地下段之過渡帶。

## 歷史
- 2019年10月25日：臺北市政府辦理環狀線第一階段（西環段）初勘作業。
- 2020年1月5日：交通部辦理環狀線第一階段（西環段）履勘作業。
- 2020年1月19日：環狀線「新北產業園區—大坪林」段開放試營運，試乘時間於上午10點至下午4點[7][8]。
- 2020年1月31日：上午10點時任總統蔡英文、交通部長林佳龍、時任台北市長柯文哲、新北市長侯友宜於本站舉行環狀線通車典禮，本站環狀線於下午2點隨著環狀線「新北產業園區—大坪林」段正式通車而啟用[1][2][3][4]。
- 2023年1月31日：環狀線西環段（新北產業園區站-大坪林站）交回新北捷運公司營運[9]。
- 2023年2月10日：安坑輕軌通車[10][11]。
- 2024年4月3日：因發生花蓮大地震，本站環狀線車站隨環狀線全線停駛[12]。
- 2024年4月7日：本站環狀線車站隨「中和－大坪林」段搶通恢復營運，班距約10分鐘一班[13]。
- 2024年12月12日：「板新－中原」段修復並測試完成，全線於當日12時恢復正常營運。

## 車站概要
本站位於民權路、溪園路口。車站編號的部分，環狀線為Y08，安坑輕軌為K09。站名取自於當地地名十四張。
本站及機廠預定地範圍內包括劉氏、陳氏、林氏古宅、劉氏家族宗祠等。2011年7月因面臨拆遷，路竹會發起連署，希望能保存劉家古厝群，包括劉利記公厝及劉氏家廟「啟文堂」（新北市新店區大豐國民小學的前身），由劉家向新北市政府聲請登錄為聚落、古蹟、歷史建築，8月1日向臺北高等行政法院，聲請假處分，要求未核定為古蹟或歷史建築前，不得拆除。另一方面，新北市交通局表示，當地部分地主已經簽約同意參與捷運聯合開發，依照合約必須在7月31日前交出土地。
新北市政府文化局陸續於2011年8月、2012年10月將新店劉氏家廟、新店劉氏利記公厝登錄為歷史建築，再開啟拆遷重組工程，未來將與一同拆遷的文記堂、斯馨祠、斯馨碑在新店中央公園（原新店中央新村）重組為歷史文化園區。

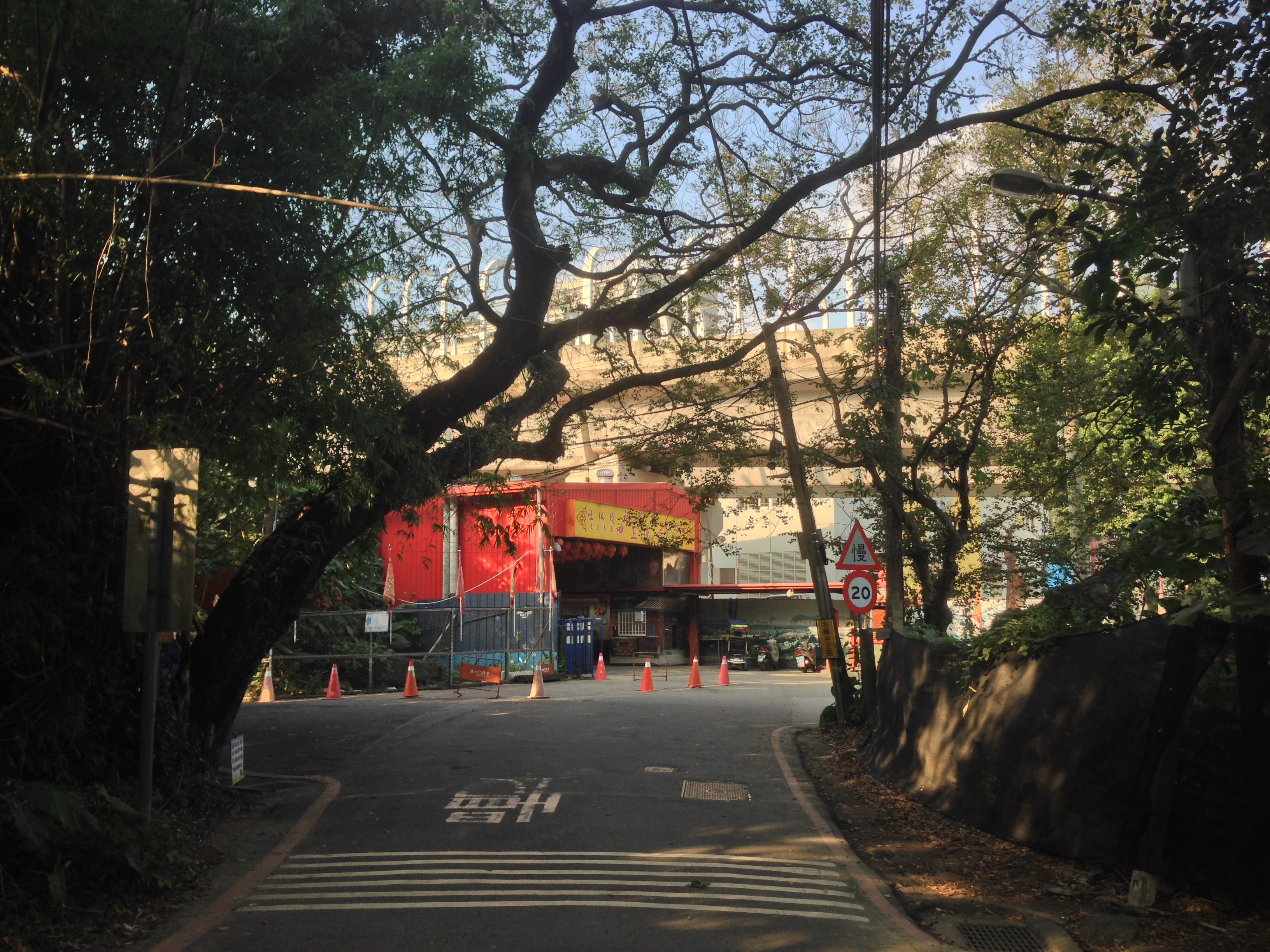
斯馨祠臨時屋

## 車站構造

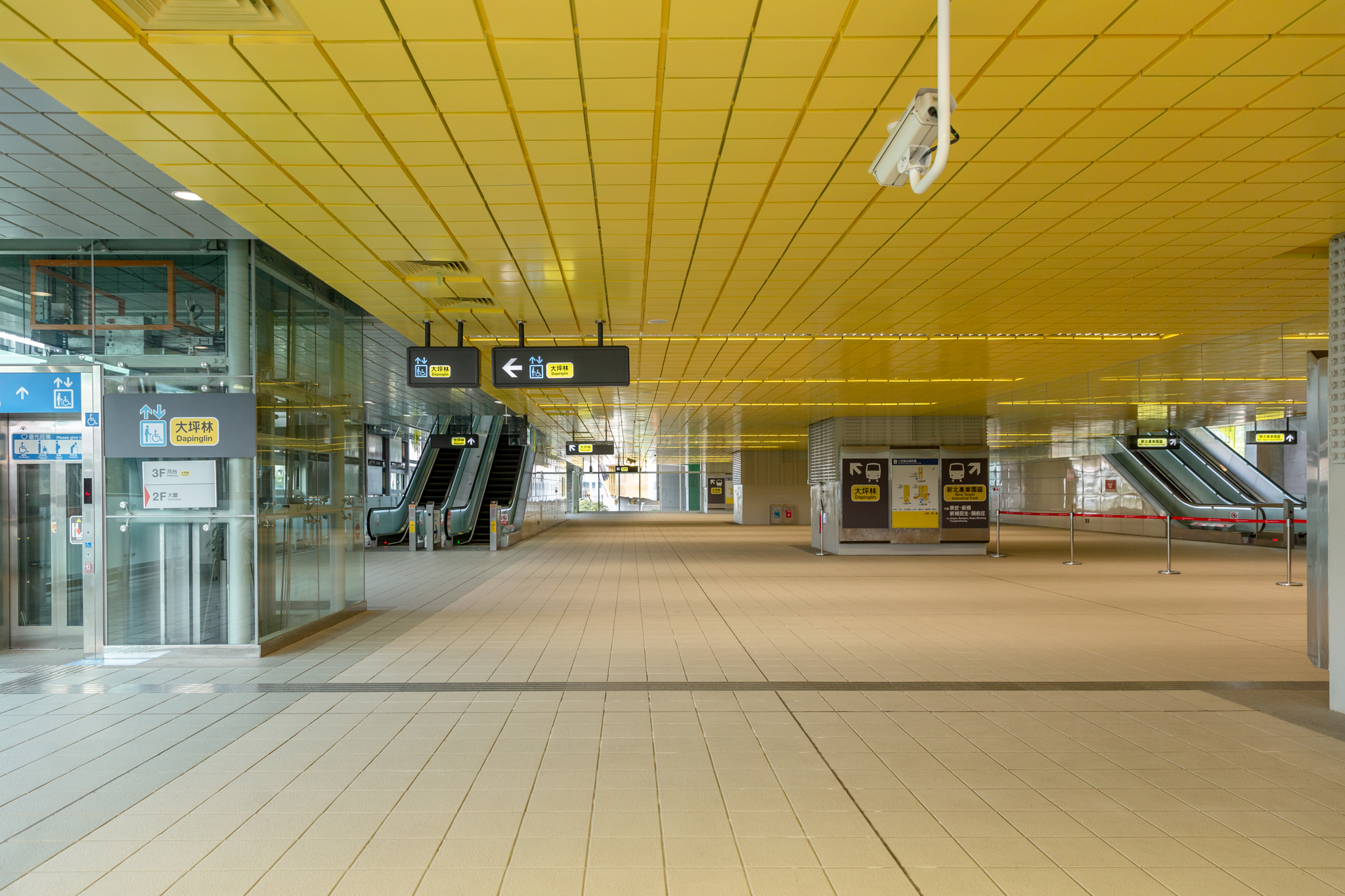
十四張站車站大廳，兩側分別為一月台及二月台電扶梯口

兩線車站皆設計為高架車站，台北捷運環狀線車站為三層樓高的高架車站，設有兩座側式月台，新北捷運安坑輕軌則為二層樓高的高架車站，設有一個島式月台。
安坑輕軌完工後，成為台北都會區繼新北產業園區站之後的第二座高架交會車站，也是第二座與輕軌交會之車站。
新北捷運安坑輕軌唯一有設置詢問處及廁所設施。

### 車站樓層
| 地上 三樓          |                                             |
| 側式月台，右側開門 |                                             |
| 一月台             | ← 環狀線 往新北產業園區方向（Y09 秀朗橋站） |
| 二月台             | 環狀線 往終點站方向（Y07 大坪林站）→        |
| 側式月台，右側開門 |                                             |

| 地上 二樓             |                                                            |
| 大廳層                | 車站大廳、詢問處、自動售票機、驗票閘門、洗手間（付費區外） |
| 連通層                | 連通道                                                     |
| 一月台                | ← 安坑輕軌（全程車） 往雙城方向（K08 新和國小站）          |
| 島式月台，左/右側開門 |                                                            |
| 二月台                | ← 安坑輕軌（全程車） 往雙城方向（K08 新和國小站）          |

| 地面   |
| 出入口 |

### 車站出入口
| 環狀線十四張站出入口               |      |        |
| 出入口                             | 圖片 | 位置   |
| 單一出入口 · 設有電梯 · 設有手扶梯 |      | 民權路 |
| 註： 設有電梯 \| 設有手扶梯        |      |        |
| 安坑輕軌十四張站 出入口            |      |        |
| 單一出入口 · 設有電梯 · 設有手扶梯 |      | 溪園路 |
| 註： 設有電梯 \| 設有手扶梯        |      |        |

## 利用狀況
| 年   | 年間    | 年間    | 年間     | 年間   | 單日平均 | 單日平均 |
| 年   | 上車    | 下車    | 上下車計 | 來源   | 上車     | 上下車   |
| ---- | ------- | ------- | -------- | ------ | -------- | -------- |
| 2020 | 315,267 | 291,623 | 606,890  | [ 15 ] | 906      | 1,744    |
| 2021 | 369,641 | 329,188 | 698,829  | [ 15 ] | 1,012    | 1,914    |
| 2022 | 455,146 | 409,245 | 864,391  | [ 15 ] | 1,246    | 2,368    |

## 車站周邊
- 十四張斯馨祠（新店最老的土地公廟）
- 慈濟醫院臺北院區
- 天主教耕莘醫療財團法人新店總院
- 天主教耕莘醫療財團法人耕莘診所附設新店央北社區長照機構
- 景美人權文化園區（國家人權博物館）
- 莊敬高職總校區（又稱為莊敬高職新店校區）
- 捷運南機廠（又稱為十四張機廠）
- 新北市公共自行車租賃系統
  - 捷運十四張站
  - 新北捷運環狀線南機廠

## 公車資訊
站牌名為《捷運十四張站》
| 編號                           | 經營業者 | 區間                     | 備註 |
| ------------------------------ | -------- | ------------------------ | --- |
| 290副線                        | 欣欣客運 | 景明街口－溪園路         | 平日06:00～21:00，例假日06:00～19:30 註：僅從湯泉出發前往景明街的班次會經過十四張捷運站                                                                   |
| 290副線萬和                    | 欣欣客運 | 景明街口－溪園路         | 平日09:00～14:00，例假日停駛 |
| 綠5                            | 新店客運 | 大崎腳-中正環河路口      | 平日05:30～22:30、例假日05:30～22:30 (尖峰: 間隔10分鐘 / 離峰:間隔20分鐘) 自2020年9月15日延伸至新店湯泉社區                                               |
| 跳蛙公車（湯泉-大坪林-湯泉）   | 欣欣客運 | 湯泉－捷運大坪林站－湯泉 | 平日：0600~2300(相隔15-20分鐘) / 假日： 0600~2300(相隔30分鐘) 註 : 湯泉跳蛙公車行駛於溪園路, 右轉十四張路, 所以從十四張捷運站出來需走到十四張路口才能搭乘 |
| 跳蛙公車（湯泉-十四張-大坪林） | 欣欣客運 | 湯泉-十四張-大坪林       | [平日] 0710 - 1850 [假日] 停駛 註 : 例假日停駛 |

## 備註

### 來源資料
1. 1 2  環狀線通車典禮 侯友宜要邀這4人，聯合報，2020-01-22 13:40。
2. 1 2  . 卞金峰. 中央社. 2020-01-21  [2020-01-21]. （原始内容存档于2020-02-26）.
3. 1 2  捷運環狀線1/31通車 一張圖看懂哪8站可以轉乘 （页面存档备份，存于），自由時報，2020-01-21 16:49:13。
4. 1 2  新北環狀線 1月31日通車營運，新北環狀線免費試乘3日，吸引超過11萬人試乘 （页面存档备份，存于），翻爆，2020-01-24。
5. ↑  . Yahoo新聞. 2023-02-02  [2023-02-02]. （原始内容存档于2023-02-02）.
6. ↑  . 臺北大眾捷運股份有限公司. 2021-01-15.
7. ↑  新北捷運環狀線 19日起免費試乘 （页面存档备份，存于），Yahoo奇摩新聞，2020年1月17日 上午2:26。
8. ↑  捷運新北環狀線 19日起免費試乘 （页面存档备份，存于），自由時報，2020-01-17 05:30:00。
9. ↑  葉德正、楊亞璇. . 中時新聞網. 2022-06-07  [2022-06-07]. （原始内容存档于2022-06-15） （中文）.
10. ↑  崔至雲. . ETtoday新聞雲. 2023-02-03  [2023-02-05]. （原始内容存档于2023-02-04） （中文（臺灣））.
11. ↑  何玉華. . 自由時報. 2023-02-02  [2023-02-11]. （原始内容存档于2023-02-04）.
12. ↑  高華謙. . 中央社. 2024-04-03  [2024-04-08]. （原始内容存档于2024-04-04）.
13. ↑  高華謙. . 中央社. 2024-04-07  [2024-04-08]. （原始内容存档于2024-04-12）.
14. ↑  新店劉氏家廟重組 歷史文化園區再現 （页面存档备份，存于），中央通訊社，2017-12-15
15. ↑  . 臺北市交通統計資料庫查詢系統. 2021-02-04  [2022-06-25]. （原始内容存档于2020-11-28）.

## 外部連結
- 臺北大眾捷運股份有限公司 （页面存档备份，存于）
- 新北大眾捷運股份有限公司 （页面存档备份，存于）
- 臺北市政府捷運工程局 （页面存档备份，存于）
- 新北市政府捷運工程局 （页面存档备份，存于）
- 十四張站位置圖（台北捷運公司）
- 十四張站車站剖面相關位置圖（台北捷運公司）
- 安坑輕軌k09十四張新北大眾捷運股份有限公司